# ジェイ・マクシャン

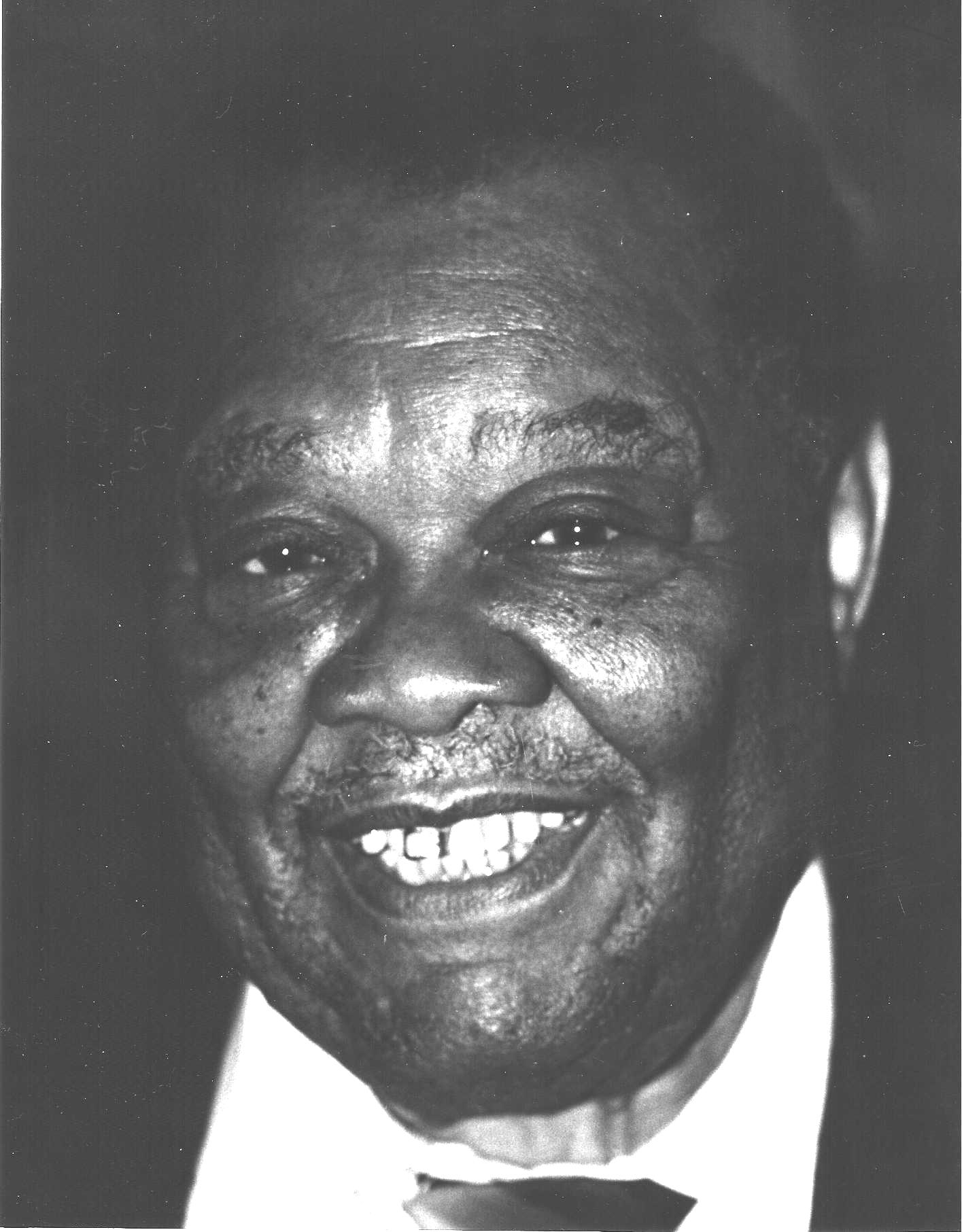
エディンバラ・ジャズ・フェスティバルでのマクシャン（1995年頃）

ジェイ・マクシャン（Jay McShann、1916年1月12日 - 2006年12月7日）は、アメリカのジャズ・ピアニスト、ボーカリスト、作曲家、バンドリーダー。彼はミズーリ州カンザスシティで、チャーリー・パーカー、バーナード・アンダーソン、ウォルター・ブラウン、ベン・ウェブスターらを含むバンドを率いた。

## 略歴

### 生い立ちと教育
マクシャンはオクラホマ州マスコギーで生まれ、フーティーというあだ名で呼ばれた。若い頃、彼は姉のピアノ・レッスンを観察したり、ラジオで聞いた曲を練習したりして、独学でピアノを学んだ。また、シカゴのグランド・テラス・カフェのピアニスト、アール・ハインズの深夜放送に大きな影響を受けた。「『ファサ』（ハインズ）が放送を終えると、私は眠りについたものさ」。1931年、15歳でプロのミュージシャンとして働き始め、オクラホマ州タルサや隣接するアーカンソー州で演奏を行った。

### 1936年–1944年
マクシャンは1936年にミズーリ州カンザスシティに移り、チャーリー・パーカー（1937年–1942年）、アル・ヒブラー、ベン・ウェブスター、ポール・クイニシェット、バーナード・アンダーソン、ジーン・ラミー、ジミー・コー、ガス・ジョンソン（1938年–1943年）、ハロルド・ドク・ウェスト、アール・コールマン、ウォルター・ブラウン、ジミー・ウィザースプーンなど、さまざまなメンバーが参加するビッグバンドを結成した。彼の最初のレコーディングはすべてチャーリー・パーカーとの共演で、ジェイ・マクシャン・オーケストラとしての最初のレコーディングは1940年8月9日だった。
バンドはスウィングとブルースの両方の曲を演奏したが、ほとんどのレコードでブルースを演奏した。最も人気のあったレコードはウォルター・ブラウンがボーカルを務めた『Confessin' the Blues』だった。1944年にマクシャンが陸軍に徴兵されると、このグループは解散した。2年後に復帰したマクシャンは、ジャズ界ではビッグバンドに代わって小規模なグループが台頭していることに勘づいていた。
マクシャンは2003年にAP通信に次のように語っている。「あるミュージシャンの演奏を聴いて、誰かがこう言うんだ。『このミュージシャンはカンザスシティ出身みたいだ』。それがカンザスシティ・スタイルだった。東海岸の人たちも知っていたし、西海岸の人たちも知っていた。北部の人たちも、南部の人たちも知っていたんだ」。

### 1945年–2006年
第二次世界大戦後、マクシャンはブルース・シャウターのジミー・ウィザースプーンをフィーチャーした小グループを率いるようになった。ウィザースプーンは1945年にマクシャンとレコーディングを始め、マクシャンのバンドのフロントマンとして1949年に「Ain't Nobody's Business」でヒットを飛ばした。ウィザースプーンは多くの楽曲を作曲するだけでなく、ベン・ウェブスターもフィーチャーしたマクシャンのバンドでレコーディングを続けた。マクシャンは1955年にプリシラ・ボーマンのボーカルをフィーチャーした「Hands Off」でモダン・リズム・アンド・ブルースのヒットを飛ばした。
1960年代後半、マクシャンは歌手としてだけでなくピアニストとしても頻繁に演奏し、ヴァイオリニストのクロード・ウィリアムスと共演することが多かった。1990年代を通じてレコーディングとツアーを続けた。マクシャンは80代になっても時折演奏を続け、特にカンザスシティ周辺やオンタリオ州トロントでは、61年間のレコーディングキャリアを終えて2001年2月に最後のレコーディングとなる「Hootie Blues」を録音した。1979年には、カンザスシティ・ジャズに関するドキュメンタリー映画『The Last of the Blue Devils』に大きく取り上げられる形で出演した。
マクシャンのお気に入りの話の1つは、バンドメンバーで友人のチャーリー・パーカーが「バード」というニックネームを得た経緯である。ミュージシャンを乗せた車でネブラスカのライブに向かう途中、車の運転手が誤って鶏にぶつかった。マクシャンによると、パーカーは運転手に鳥を拾えるように方向転換を頼み、リンカーンまでずっと車の後部座席に鳥を乗せて座っていた。到着すると、滞在先の家の管理人に鳥を料理してくれるよう頼んだ。
マクシャンは2006年12月7日、ミズーリ州カンザスシティで90歳で亡くなった。

## 受賞歴
- オクラホマ音楽の殿堂 会員、1998年
- ブルースの殿堂 会員
- オクラホマ・ジャズの殿堂 会員、1989年
- リズム・アンド・ブルース財団 パイオニア賞
- グラミー賞ノミネート、最優秀ラージ・ジャズ・アンサンブル・パフォーマンス賞、アルバム『Paris All-Star Blues (A Tribute to Charlie Parker)』、1991年
- グラミー賞ノミネート、最優秀トラディショナル・ブルース・アルバム賞、アルバム『Goin' to Kansas City』、2003年
- 国立芸術基金からNEAジャズ・マスターズ、1986年

## ディスコグラフィ

### リーダー・アルバム
- Kansas City Memories (1955年、Decca) ※10インチ盤
- Goin' to Kansas City Blues (1957年、RCA Victor)
- McShann's Piano (1967年、Capitol)
- Confessin' the Blues (1970年、Black and Blue)
- Going to Kansas City (1972年、Master Jazz)
- Jumpin' the Blues (1972年、Black and Blue) ※with ミルト・バックナー
- Kansas City Memories (1973年、Black and Blue)
- The Band That Jumps the Blues! (1973年、Black Lion)
- 『アーリー・バード』 - Early Bird (1973年、Spotlite) ※with チャーリー・パーカー
- Vine Street Boogie (1974年、Black Lion)
- Kansas City Joys (1976年、Sonet) ※with バディ・テイト、ポール・クイニシェット
- 『クレイジー・レッグズ&フライデイ・ストラット』 - Crazy Legs & Friday Strut (1977年、Sackville) ※with バディ・テイト
- Kansas City On My Mind (1977年、Black and Blue)
- 『ラスト・オブ・ザ・ブルー・デヴィルズ』 - The Last of the Blue Devils (1978年、Atlantic)
- A Tribute to Fats Waller (1978年、Sackville)
- Kansas City Hustle (1978年、Sackville)
- 『ビッグ・アップル・バッシュ』 - The Big Apple Bash (1979年、Atlantic)[12]
- The Man from Muskogee (1980年、Sackville) ※with クロード・ウィリアムス
- Tuxedo Junction (1980年、Sackville) ※with ドン・トンプソン
- 『ラスト・オブ・ザ・ホアーハウス・ピアノ・プレイヤーズ』 - Last of the Whorehouse Piano Players (1980年、Chaz Jazz) ※with ラルフ・サットン
- Saturday Night Function (1981年、Sackville) ※with サックヴィル・オールスターズ
- 『アフター・アワーズ』 - After Hours (1982年、Storyville)
- The Early Bird Charlie Parker (1941-1943) (1982年、MCA 'Jazz Heritage series')
- Best of Friends (1982年、JSP) ※with アル・ケイシー
- Blowin' in from K.C. (1983年、Uptown) ※with ジョー・トーマス
- Just a Lucky So and So (1984年、Sackville)
- Live in France Vol. 2 (1984年、Black and Blue) ※with エディ・ヴィンソン
- Roll 'em (1987年、Black and Blue)
- Last of the Whorehouse Piano Players (1989年、Chiaroscuro) ※with ラルフ・サットン
- Blue Pianos (1991年、Vagabond) ※with アクセル・ツヴィンゲンベルガー
- Paris All-Star Blues: A Tribute to Charlie Parker (1991年、Limelight; Musicmasters; Jazz Heritage)
- Stride Piano Summit (1991年、Milestone) ※with ディック・ハイマン、ラルフ・サットン
- Jimmy Witherspoon & Jay McShann (1992年、Black Lion)
- 『ルース・フロム・カンザス・シティ』 - Blues From Kansas City (1992年、Decca)
- The Missouri Connection (1993年、Reservoir) ※with ジョン・ヒックス[13]
- Some Blues (1993年、Chiaroscuro)
- Airmail Special (1994年、Sackville)
- Swingmatism (1994年、Sackville) ※with ドン・トンプソン、アーチー・アレイン
- Piano Playhouse (1996年、Night Train)
- Hootie's Jumpin' Blues (1997年、Stony Plain) ※with デューク・ロビラード
- My Baby with the Black Dress On (1998年、Chiaroscuro)
- Still Jumpin' the Blues (1999年、Stony Plain) ※with デューク・ロビラード、マリア・マルダー
- What a Wonderful World (1999年、Groove Note)
- 『フーティー!』 - Hootie! (2000年、Chiaroscuro)
- Goin' to Kansas City (2003年、Stony Plain) ※with デューク・ロビラード
- Hootie Blues (2006年、Stony Plain)
- 『ライブ・イン・トーキョー・1990』 - Live In Tokyo 1990 (2019年、T2 Audio)
- 『ロッキン・グッド・ウェイ プリシラ・ボーマン全音源集』 - A Rockin' Good Way 1955-1959 (2019年、Jasmine) ※with プリシラ・ボーマン

### 参加アルバム
クラレンス・"ゲイトマウス"・ブラウン
- 『コールド・ストレンジ』 - Cold Strange (1977年、Black and Blue)
- More Stuff (1985年、Black and Blue)
- Pressure Cooker (1985年、Alligator)
- Just Got Lucky (1993年、Orbis)

その他
- ウォルター・ブラウン : Confessin' the Blues (1981年、Affinity)
- アル・ケイシー : 『ジャンピン・ウィズ・アル』 - Jumpin' with Al (1974年、Black and Blue)
- スリム・ゲイラード : Anytime, Anyplace, Anywhere! (1983年、Hep)
- ジム・ギャロウェイ : Thou Swell (1981年、Sackville)
- ジム・ギャロウェイ : Kansas City Nights (1993年、Sackville)
- タイニー・グライムス : 『タイニー・グライムス』 - Tiny Grimes (1970年、Black and Blue)
- タイニー・グライムス : 『サム・グルーヴィ・フォアズ』 - Some Groovy Fours (1996年、Black and Blue)
- ヘレン・ヒュームス : Helen Comes Back (1973年、Black and Blue)
- ヘレン・ヒュームス : On the Sunny Side of the Street (1975年、Black Lion)
- ジュリア・リー : Tonight's the Night (1982年、Charly)
- デューク・ロビラード : 『アコースティック・ブルース&ルーツ・オブ』 - The Acoustic Blues & Roots of (2015年、Stony Plain)
- エディ・ヴィンソン : 『キドニー・シチュー・イズ・ファイン』 - Kidney Stew is Fine (1969年、Delmark)
- T-ボーン・ウォーカー : Feelin' the Blues (1999年、Black and Blue)
- ジャッキー・ワシントン : Keeping Out of Mischief (1995年、Borealis)
- クロード・ウィリアムス : Fiddler's Dream (1977年、Black and Blue)
- アクセル・ツヴィンゲンベルガー : Swing the Boogie! (1996年、Vagabond)